# Ranger (iRobot)
Pour les articles homonymes, voir Ranger.
Le Ranger est un véhicule sous-marin autonome (UUV) portable conçu pour soutenir le développement technologique lié à la guerre des mines navales, la guerre expéditionnaire, la défense intérieure, la surveillance sous-marine / reconnaissance et d'autres missions. Il est fabriqué par la société de robotique du Massachusetts iRobot. Le Ranger est également conçu pour la recherche océanographique et les applications commerciales liées aux opérations de recherche et d'enquête, telles que l'océanographie.
Contrairement au iRobot Seaglider, qui est dépourvu d'hélice et de moteur, le Ranger est équipé d'une hélice et est destiné à des missions de courte portée.
Le Ranger pèse moins de 20 kg, se déplace à des vitesses allant jusqu'à 15 nœuds et est programmé via Ethernet ou Wi-Fi. Il peut transporter divers capteurs pour différents types de surveillance de données.
Le Ranger a été initialement développé par Nekton Research, Inc. à Durham, Caroline du Nord. iRobot a acquis Nekton Research en septembre 2009,,.